# Sông Anadyr
Anadyr (tiếng Nga: Ана́дырь) là một sông tại cực đông bắc của Siberi, chảy vào vịnh Anadyr của biển Bering và có lưu vực hầu hết nằm trong huyện Anadyrsky của khu tự trị Chukotka.
Sông có chiều dài 1.146 kilômét (712 mi) và diện tích lưu vực là 191.000 kilômét vuông (74.000 dặm vuông Anh). Sông bị đóng băng từ tháng 10 đến cuối tháng 5 và có lưu lượng dòng chảy lớn nhất vào tháng 6 khi tuyết tan. Sông có khả năng thông hành đối với các tàu thuyền nhỏ từ cửa sông đến khoảng 570 kilômét (350 mi) phía thượng nguồn gần Markovo. Phía tây Markovo, sông nằm trên vùng cao nguyên Anadyr (với các thung lũng và dãy núi thoai thoải và có một số cây cối), còn ở phía đông Markovo, sông chảy vào vùng đất thấp Anadyr (vùng lãnh nguyên trơ trụi rất bằng phẳng với các hồ nước và vũng lầy). Độ dốc giữa Markovo và biển nhỏ hơn 100 foot (30 m).
Sông khởi nguồn từ 67°B và 173°Đ gần đầu nguồn của sông Maly Anyuy, chảy theo hướng tây nam và nhận nước từ các sông Yablon và Eropol, đổi hướng về phía đông và đi qua Markvovo và địa điểm cũ của Anadyrsk, sông đổi hướng bắc và đông và nhận nước từ sông Mayn chảy đến từ phía nam, như vậy bao quanh Lebediny Zakaznik, đổi hướng đông bắc và nhận nước từ sông Belaya chảy đến từ phía bắc, đổi hướng đông nam qua Ust-Tanyurer Zakaznik và nhận nước từ sông Tanyurer chảy đến từ phía bắc. tại hồ Krasnoye, sông chuyển hướng đông và chảy vào vịnh Onemen của cửa sông Anadyr. Nếu vịnh Onemen được coi là một phần của sông, sông cũng sẽ nhận nước từ sông Velikaya từ phía nam và Kanchalan từ phía bắc.
Lưu vực sông bị giới hạn bởi: phía bắc là sông Amguyema và sông Palyavaam, phía tây bắc là sông Bolshoy Anyuy và nhánh Oloy của sông Omolon và tây nam là sông Penzhina.